# Almalaguês
Almalaguês is een plaats (freguesia) in de Portugese gemeente Coimbra en telt 3 440 inwoners (2001).